# Říše

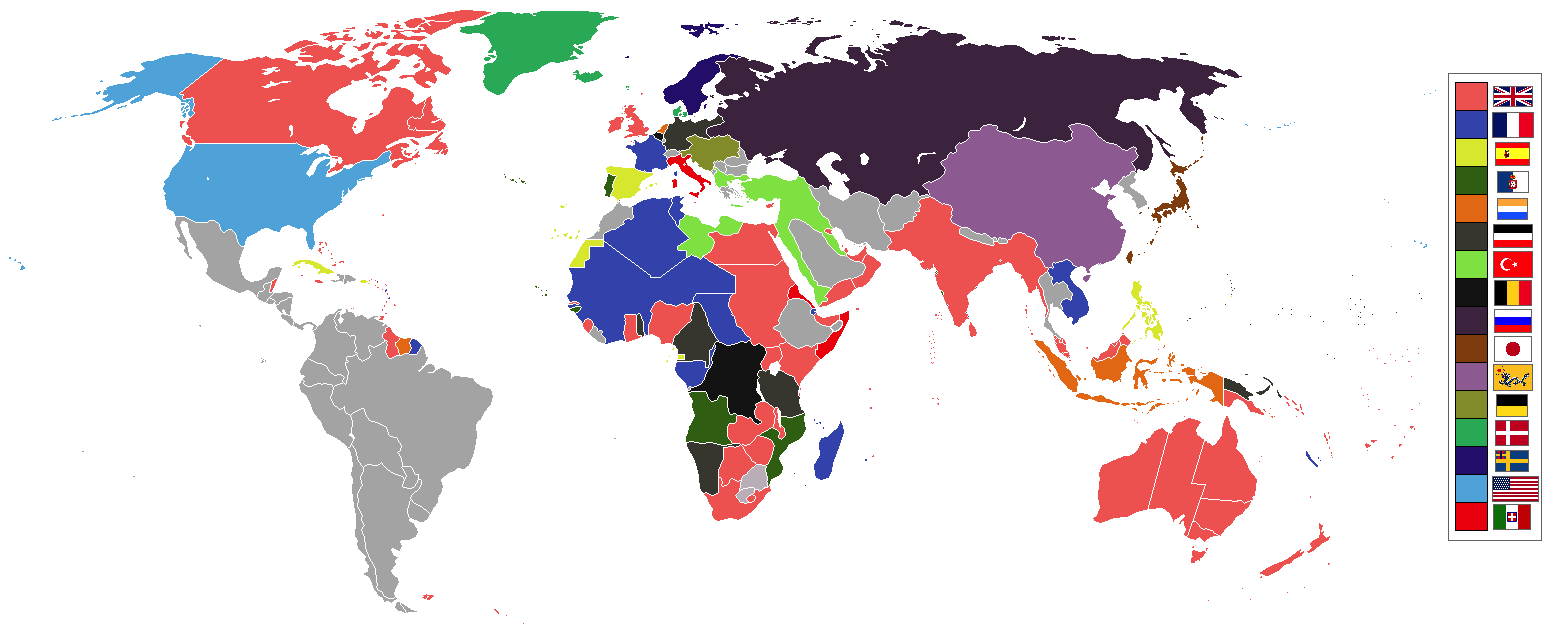
Imperiální mocnosti kolem roku 1898

Říše je pojem používaný v historii a politice označující rozsáhlý stát, který se zpravidla skládá z vícero politických, územních nebo etnických jednotek, nacházejících se v různém stupni závislosti.[zdroj⁠?!]

## Etymologie
Český výraz říše pochází z německého slova das Reich, odvozeného z latinského regnum (království). Původním latinským termínem pro říši však bylo imperium. Toto slovo vyjadřovalo v klasické latině rozkaz nebo vrchní velení, odtud se stalo výrazem pro vrchní vládní moc a přeneseně také pro území podléhající vrchní moci – říši. Pojmy říše a císařství nejsou totožné pojmy. Pojem říše je spíše obecným označením určitého (historického) typu státního útvaru, zatímco císařství označuje většinou monarchický stát v jehož čele stojí císař.

## Historiografie
V historiografii se pod pojmem říše často rozumí středověká římská říše nebo novodobé německé císařství, v obecném jazyce pak také Hitlerovo Německo. Říše jako historická politická jednotka je v moderní historiografii spojována ale nejenom se středověkou Svatou říší římskou, která se ideologicky ospravedlňoval jako nástupce klasického Imperia Romana (římské říše) ale také s rozsáhlými státnímu útvary novověku jako byla španělská koloniální říše, Britské impérium (nebo Britská říše), Rakouské císařství/Rakousko-Uhersko, Ruské impérium nebo Osmanská říše. Říše ale nebyly typické jenom pro Evropu, ale objevovaly se samozřejmě i mimo ni, například v případě Číny (např. Mongolská říše), Indie (Mughalská říše), Afriky (Almorávidská říše) či Mezoameriky (Aztécká říše) atp.

## Typologie říší
Z historického hlediska je možné rozlišit několik typů říší:
- klasické (starověké) říše (Egypt, Persie, Řím)
- středověké říše (Svatá říše římská, Byzantská říše)
- koloniální říše (Britské impérium, koloniální Španělsko)Římská říše za vlády císaře Traiana roku 117 n. l.

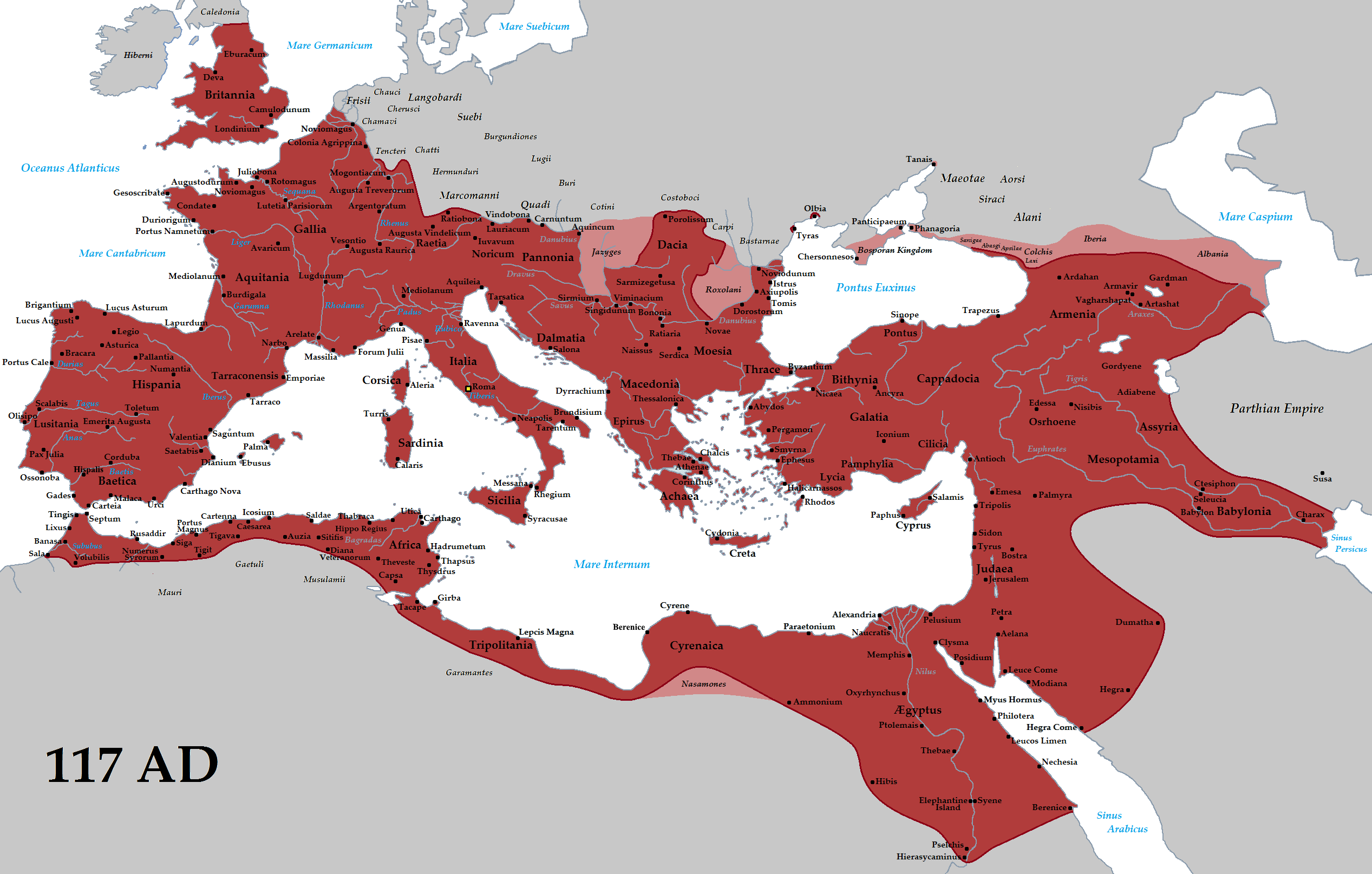
Římská říše za vlády císaře Traiana roku 117 n. l.

- novověké mnohonárodní říše (habsburská monarchie/Rakouské císařství/-Rakousko-Uhersko, Ruské impérium, Osmanská říše)

Klasické starověké říše byly organizovány na základě různě centralizované nadvlády, většinou podpořené vojenskou silou. Dobytá nebo ovládnutá území byla na centru různě závislá. V některých případech došlo k jejich inkorporaci k říší pomocí vzniku provincií ovládaných úředníky z centra, jiná území byla ponechána pod kontrolou lokálních vládců, kteří byli učiněni vazaly centra. I přes technologická omezení především v oblasti komunikace a dopravy, byly starověké říše rozsáhlými státními útvary.
Středověké říše byly v případě Evropy daleko více decentralizovanými politickými jednotkami než tomu bylo i u jejich starověkých vzorů. Například Svatá říše římská byla ve středověku spíše symbolickým teritoriem a její panovník (císař) měl často jen symbolickou roli než skutečně politickou roli. Jednotlivé politické součásti Svaté říše římské měly relativně různé postavení. Například postavení Českého království bylo v době vrcholného středověku poměrně specifické ve srovnání například s postavením Bavorska či rakouských zemí ve stejné době (myšleno na konci 13. a ve 14. století kdy byl český král klíčovým říšským kurfiřtem).
Koloniální říše novověku byly charakterizovány především polohou u břehů Atlantského oceánu: Portugalsko, Španělsko, Velká Británie a Francie byly klíčovými koloniálními říšemi. Struktura jejich mocenské kultury se ale značně lišila. Zatímco Portugalci a Španělé se spoléhali na centralizovanou správu absolutistického typu, spojenou s rasově a kulturně podbarvenou sociální hierarchii v koloniích Jižní Ameriky, Angličané a částečně i Francouzi spoléhali na spíše decentralizovanou správu a obchodně motivovanou kolonizaci svých rozsáhlých území v Americe a v Asii, v 19. století také v Africe.
Nakonec mnohonárodní říše byly říše pozemního resp. vnitrozemského charakteru, které se během novověku formovaly spojováním nebo dobýváním starších historických celků (např. v habsburském případě dynastické spojení českých zemí, rakouských zemí a uherských zemí) nebo nových neosídlených nebo řídce osídlených území (např. v ruském případě Sibiře). Charakter jejich mocenské kontroly byl založený na inkorporaci lokálních elit a kultur ale zároveň vykazoval značný stupeň politické unifikace a centralizace.
Z typologického hlediska je možné například hovořit o:
- námořních říších (např. Britská říše, koloniální Španělsko, Francie atp.)
- pozemních (kontinentální) říších (např. habsburská říše/Rakouské císařství/Rakousko-Uhersko, Rusko, Čína)

Námořní říše byly ty říše, jejichž závislá území byla za oceánem a které využívaly námořní dopravy k další expanzi i správě říše. Naopak pozemní říše byly situovány spíše ve vnitrozemí a/nebo nevyužívaly námořní dopravy k další expanzi nebo správě říše.

## Říše jako typ organizace společnosti
Říši je možné chápat také jako určitý typ organizace společnosti. V evropských dějinách jsou říše viděny jako předstupeň národního státu, ale tato zkušenost nemůže být zobecňována. Stejně tak není možné zobecňovat to jakým způsobem byly historické říše během své dlouhé historie strukturovány a organizovány. Nicméně přesto je možné sledovat některé shodné atributy:
- Říše vytvářely většinou velice heterogenní společnosti ve smyslu etnicity, kultury, jazyka a náboženství. V tomto kontextu se velice často hovoří o mnohonárodní společnosti.
- Společenské a politické elity říší měly většinou podobně heterogenní charakter, nicméně jejich jádro bylo většinou tvořeno oficiální kulturou a etnikem. V rámci elit bylo často dosaženo relativně vysokého stupně kulturní a společenské integrace. Důraz na kulturní a společenskou integraci byl přitom velice různý.
- Dobyvačný resp. expanzivní charakter říší vedl k tomu, že říše zahrnovaly většinou i v dnešních měřítkách velká teritoria, která vyžadovala vybudování relativně početné byrokracie a armády.
- Byrokracie a armáda tak tvořily většinou jádro imperiální nadvlády říší a jejich špičky byly integrovány do společenské a politické elity říše.
- Byrokraticky organizované říše byly většinou kontrolovány z jedné metropole (například: Řím, Konstantinopol, Madrid, Londýn, Petrohrad) a představovaly regionálního (případ Ruska nebo Byzance) či globálního hegemona (případ Britské říše nebo Římské říše). Stupně a formy závislosti na metropoli byly v minulosti různé. Poněkud odlišná byla organizace dobyvačných říší nomádského charakteru jako byla například Mongolská říše.
- Klíčovou podmínkou pro efektivitu imperiální nadvlády byla existence a údržba komunikačních sítí, které de facto umožňovaly kontrolu z metropole.[2] Již starověké říše v této oblasti vykazovaly značný stupeň rozvoje. Například ve starověké Persii 5. století př. n. l. byla postavena slavná Královská cesta dlouhá 2 699 km spojující města Susy a Sardy. Tato komunikační tepna umožňovala rychlou komunikaci využitou pro správu říše.[3] Stejně tak byly sofistikovaně organizovány římské cesty čítajíc v době jejich největší slávy Říma kolem 78 000 km.[4] Mongolská říše zase disponovala dobře organizovaným systémem pošty (zvané jam), který byl částečně přejat Moskevskou Rusí. Naopak pomalá komunikace mezi madridským centrem a latinskoamerickými koloniemi Španělska v 16. a 17. století vedly k tomu, že centralizovaná správa byla pomalá a centrum často reagovalo na dění za oceánem pozdě či příliš pomalu.[5]

## Největší říše
Největší říše podle maximální rozlohy (miliónů km2):

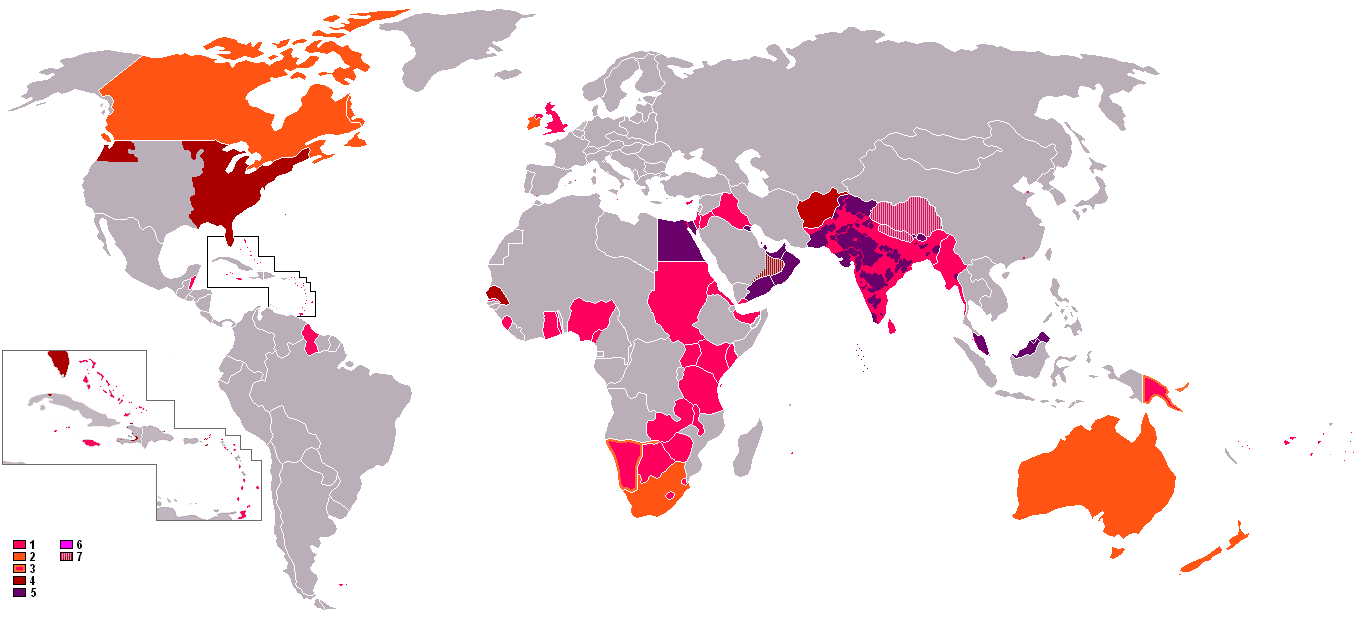
Britské impérium (33,7)
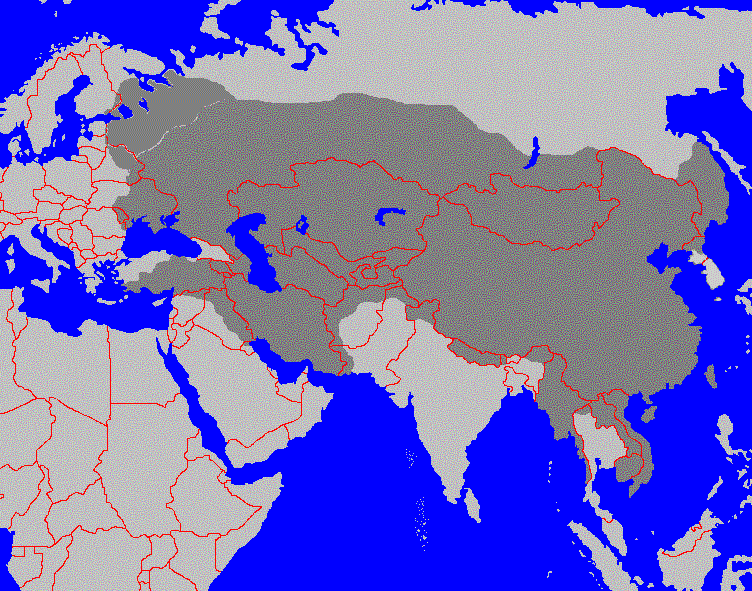
Mongolská říše (33)
Ruské impérium (22,8)
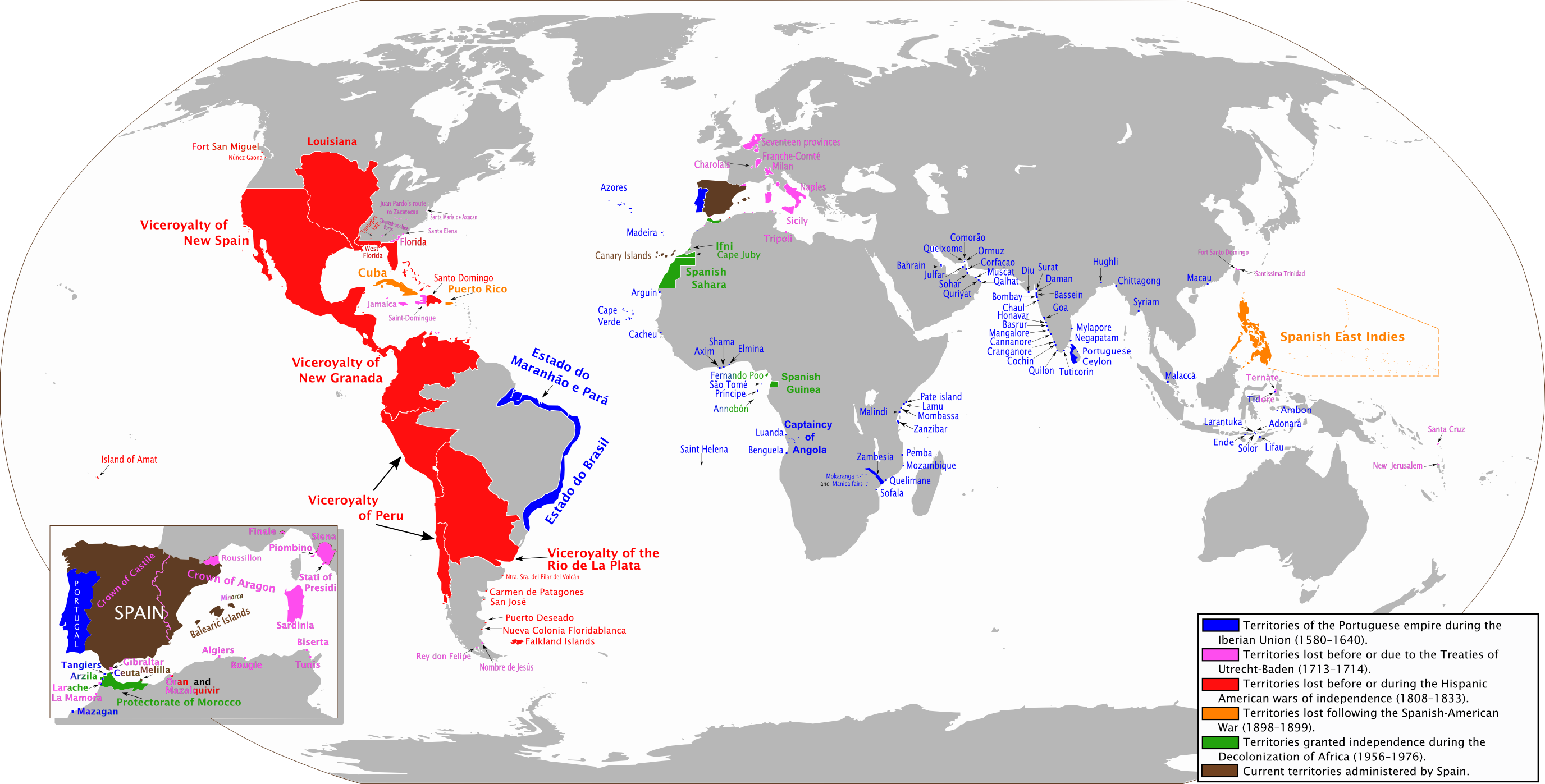
Španělské koloniální impérium (19,4)
Umajjovský chalífát (15)
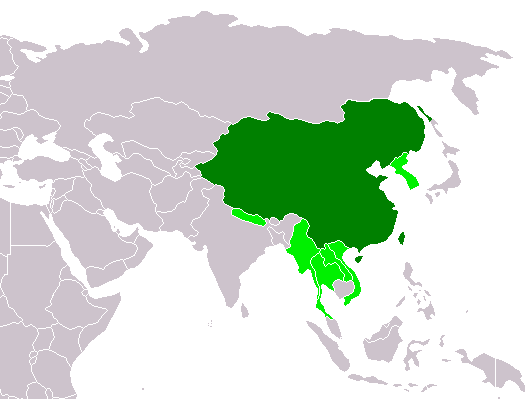
Říše Čching (14,7)
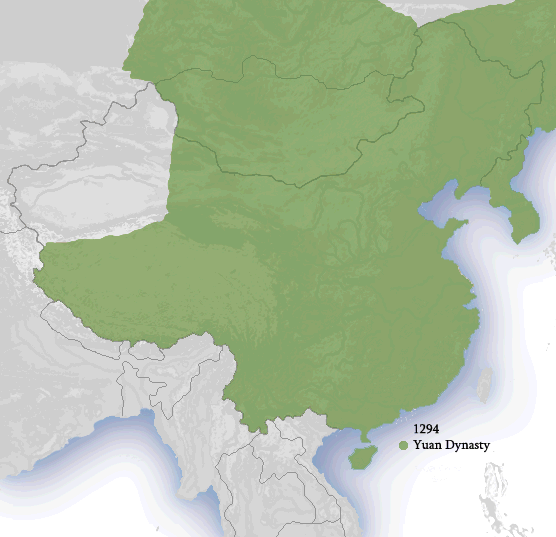
Říše Jüan (14)
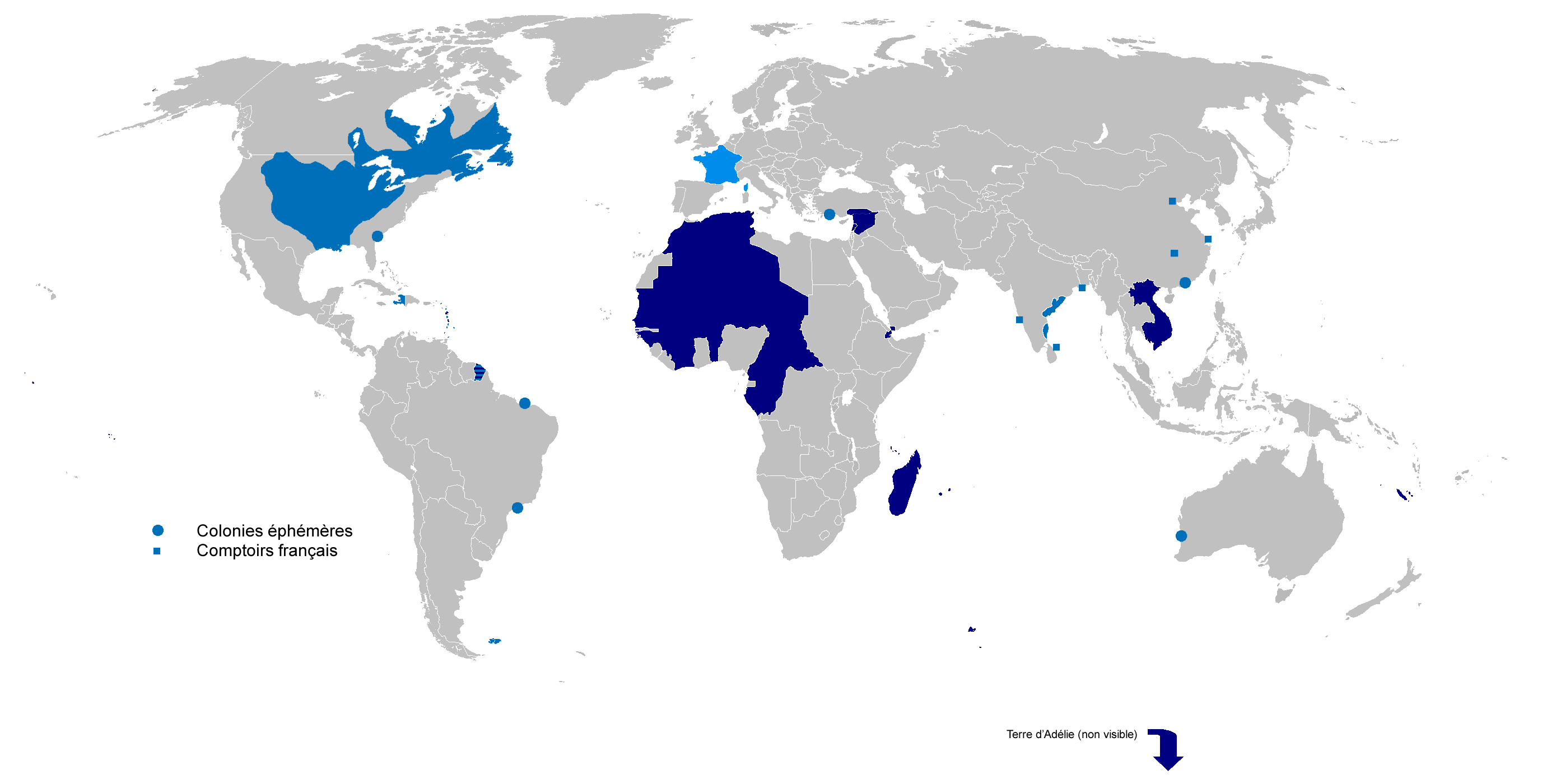
Druhá francouzská koloniální říše (13)
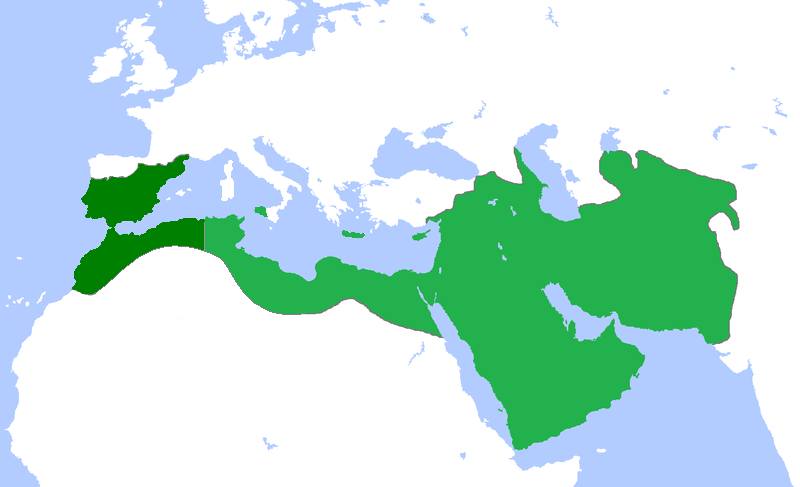
Abbásovský chalífát (11,1)
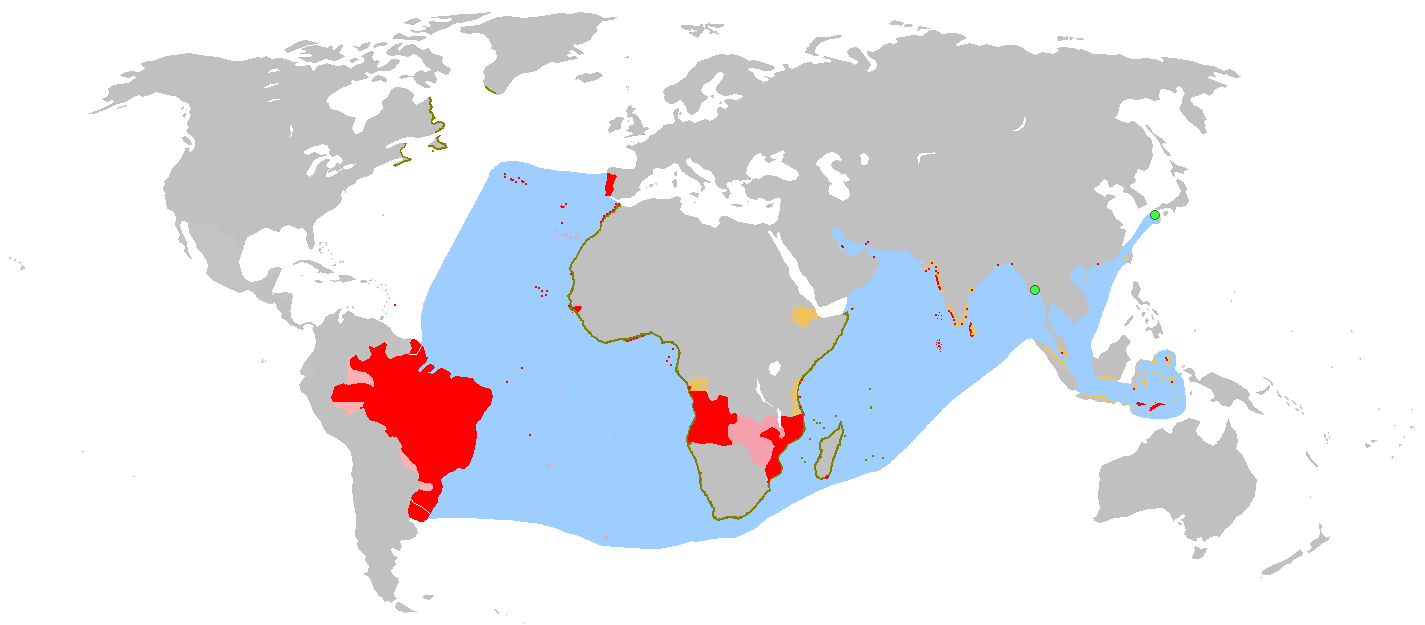
Portugalská koloniální říše (10,4)